# Døllefjelde
Døllefjelde ligger på det sydøstlige Lolland og er en lille landsby beliggende i Guldborgsund Kommune der tilhører Region Sjælland.
Navnets første led er sandsynligvis døl, som betyder "en lavning i landskabet", og andet led i ordet har forbindelse til det moderne ord fjeld i betydningen "øde udyrket område" (ikke et bjerg). Døllefjelde skulle altså sandsynligvis betyde "en øde uopdyrket lavning". Landsbyen nævnes første gang i 1362, men er nok ældre. I 1423 omtales en mindre, adelig sædegård i byen. 
I tilknytning til landsbyens ”centrale” del ved kirken, findes to områder med nogle få huse, Østerby og Vesterby, og ca. 600 meter mod vest et moderne villakvarter ved landevejen mellem Nysted og Sakskøbing, hvor også Døllefjelde Forsamlingshus ligger. Her har den lokale Døllefjelde-Musse Idrætsforening sine faciliteter og holder hvert år i Bededagsferien et stort marked kaldet Døllefjelde-Musse Marked.
En skolebygning blev opført 1734 af gammelt tømmer finansieret af geheimerådinde Raben på Ålholm. I 1760 findes skolen stadig her. I 1929 bygges en ny skole, som nedlægges 1963.
I byen findes er erhvervsgartneri og Døllefjelde Smedje, et værksted for landbrugsmaskiner, samt en forhenværende skole, opført 1840. 

## Administrativt / kirkeligt tilhørsforhold

### Tidligere
- Musse Herred, Ålholm Len, Ålholm Amt, Maribo Amt, Storstrøms Amt, Døllefjelde-Musse Sognekommune, Nysted Kommune
- Fyens Stift

### Nuværende
- Region Sjælland, Guldborgsund Kommune
- Lolland-Falsters Stift, Lolland Østre Provsti, Døllefjelde-Musse-Herritslev Pastorat, Døllefjelde Sogn

## Andre forhold
De to små landsbyer Døllefjelde og Musse blev landskendt i 1972, da det lokale fodboldhold var med på tipskuponen. Efterfølgende skrev bandet Blue Boys en sang om "Døllefjelde-Musse". Sangen lå på Dansktoppen i 12 uger.
Ca. 600 meter syd for landsbyen ligger en lund på ca. 4 ha, Kauslund, Karlslund eller Præstens Urskov, der ejes af Døllefjelde Kirke, og som har ligget hen i naturtilstand i mange år og været fredet siden 1924.

### Historisk overblik
Oplysningerne er hentet fra alle udgaver af Trap Danmark.
- ca. 1840: skole
- før 1885: vindmølle
- før 1899: mejeri
- før 1911: forsamlingssal (brændte 1911 og genopførtes samme år)
- før 1923: brugsforening
- 1942: nyt forsamlingshus
- før 1955: elværk, mølle, mejeri, andelskølehus og telefoncentral